# Seznam kamenů zmizelých v Lošticích

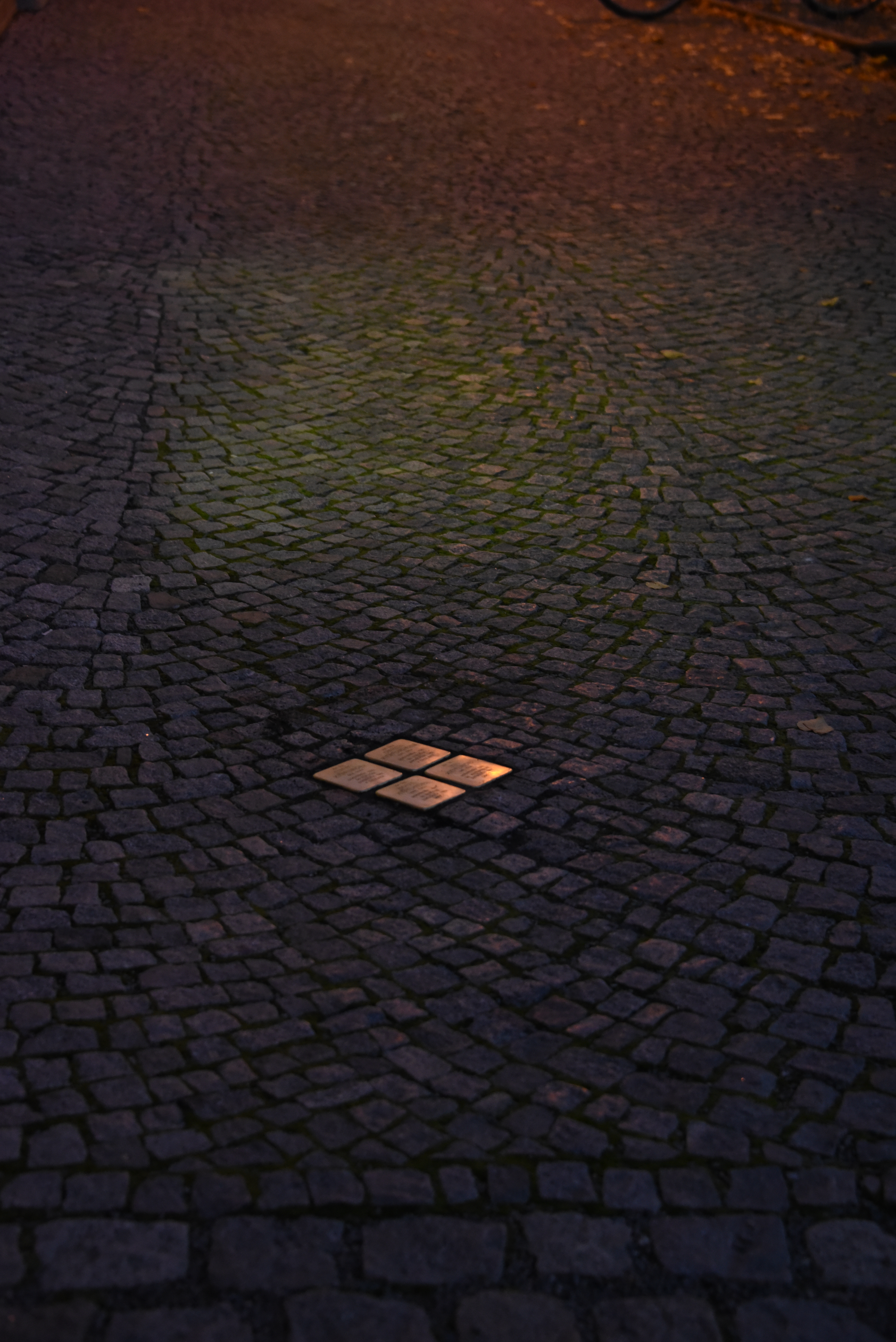
Kameny zmizelých v Lošticích

Seznam kamenů zmizelých v Lošticích obsahuje pamětní kameny obětem nacismu ve městě Loštice. Jsou součástí celoevropského projektu Stolpersteine německého umělce Guntera Demniga. Kameny zmizelých jsou věnovány osudu těch, kteří byli nacisty deportováni, vyhnáni, zavražděni nebo spáchali sebevraždu.

## Loštice
V Lošticích byly položeny následující kameny:
| Obrázek | Nápis                                                                                                | Bydliště                                         | Jméno, život                                                                                             |
| ------- | --- | ------------------------------------------------ | --- |
|         | ZDE ŽIL BEDŘICH FUCHS NAR. 1924 DEPORTOVÁN 1942 DO TEREZÍNA ZAVRAŽDĚN 1942 V MALÉM TROSTINCI         | Ztracená 619/20 49°44′40″ s. š., 16°55′31″ v. d. | Bedřich Fuchs                                                                                            |
|         | ZDE ŽIL LEOPOLD FUCHS NAR. 1882 DEPORTOVÁN 1942 DO TEREZÍNA ZAVRAŽDĚN 1942 V MALÉM TROSTINCI         | Ztracená 619/20                                  | Leopold Fuchs                                                                                            |
|         | ZDE ŽILA FRIEDA FUCHSOVÁ NAR. 1922 DEPORTOVÁNA 1942 DO TEREZÍNA ZAVRAŽDĚNA 1942 V MALÉM TROSTINCI    | Ztracená 619/20                                  | Frieda Fuchsová                                                                                          |
|         | ZDE ŽILA MARGARETA FUCHSOVÁ NAR. 1897 DEPORTOVÁNA 1942 DO TEREZÍNA ZAVRAŽDĚNA 1942 V MALÉM TROSTINCI | Ztracená 619/20                                  | Margareta Fuchsová                                                                                       |
|         | ZDE ŽIL EDMUND KNÖPFLMACHER NAR. 1876 DEPORTOVÁN 1942 DO TEREZÍNA ZAVRAŽDĚN 1942 V TREBLINCE         | Náměstí Míru 63 49°44′43″ s. š., 16°55′40″ v. d. | Edmund Knöpflmacher                                                                                      |
|         | ZDE ŽIL OTTO KNÖPFLMACHER NAR. 1921 DEPORTOVÁN 1941 DO MAUTHAUSENU ZAVRAŽDĚN 1941 TAMTÉŽ             | Náměstí Míru 63                                  | Otto Knöpflmacher                                                                                        |
|         | ZDE ŽIL ZIKUND KNÖPFLMACHER NAR. 1906 DEPORTOVÁN 1941 DO OSVĚTIMI ZAVRAŽDĚN 1942 TAMTÉŽ              | Náměstí Míru 63                                  | Zikmund Knöpflmacher                                                                                     |
|         | ZDE ŽILA CHARLOTA KNÖPFLMACHEROVÁ NAR. 1921 DEPORTOVÁNA 1942 DO TEREZÍNA ZAVRAŽDĚNA 1942 V TREBLINCE | Náměstí Míru 63                                  | Charlota Knöpflmacherová                                                                                 |
|         | ZDE ŽIL OTTO LÖFF NAR. 12. 6. 1898 DEPORTOVÁN 1942 DO TEREZÍNA ZAVRAŽDĚN 1942 V RAASIKU              | Náměstí Míru 54/13                               | Otto Löff má položen kámen také v Kroměříži, odkud pocházel. O jeho smrti v Raasiku existují pochybnosti |
|         | ZDE ŽILA ERNA LÖFFOVÁ NAR. 1. 6. 1903 DEPORTOVÁNA 1942 DO TEREZÍNA ZAVRAŽDĚNA 1942 V RAASIKU         | Náměstí Míru 54/13                               | Erna Löffová                                                                                             |

## Data pokládání kamenů
- 21. září 2017: Loštice